# Obertaschendorf
Obertaschendorf (fränkisch: Ejbadaschndorf) ist ein Gemeindeteil des Marktes Markt Taschendorf im Landkreis Neustadt an der Aisch-Bad Windsheim (Mittelfranken, Bayern). Obertaschendorf liegt in der Gemarkung Markt Taschendorf.

## Geographie
Durch das Dorf fließt die Kleine Weisach, ein linker Zufluss der Aisch. Im Westen grenzt der Geißgrund an, im Südwesten das Waldgebiet Moosig, 0,75 km nördlich das Waldgebiet Fischling. 1 km nordöstlich erhebt sich der Jägersberg (405 m ü. NHN). Die Kreisstraße NEA 9 führt nach Neuses (2,5 km westlich) bzw. nach Markt Taschendorf zur Staatsstraße 2417 (1,2 km südöstlich). Eine Gemeindeverbindungsstraße führt zur Kreisstraße NEA 7 (1,2 km nordöstlich).

## Geschichte
Der Ort wurde 1313 als „superiori Taschendorf“ erstmals urkundlich erwähnt. Der Ortsname ist ein slawisch-deutscher Mischname: Das Grundwort ist das mittelhochdeutsche dorf, das Bestimmungswort wahrscheinlich der slawische Personenname Toš. In Obertaschendorf waren ursprünglich die Herren von Schwarzenberg und das Hochstift Würzburg Grundherren.
Im Rahmen des Gemeindeedikts wurde Obertaschendorf dem 1811 gebildeten Steuerdistrikt Markt Taschendorf und der 1813 gebildeten Ruralgemeinde Markt Taschendorf zugeordnet.

### Baudenkmäler
- Haus Nr. 16: erdgeschossiges Wohnstallhaus, erste Hälfte des 19. Jahrhunderts, mit Halbmansarddach auf profiliertem hölzernem Traufgesims; traufseitig zwei Fledermausgauben; verputzter Massivbau von drei zu vier Achsen, mit geknickten Eckpilastern; Denkmalschutz aufgehoben, Objekt evtl. abgerissen; ursprüngliche Hausnummerierung[10]
- Haus Nr. 24: Wohnstallhaus (=Haus Nr. 13a nach der ursprünglichen Nummerierung)[11]

### Einwohnerentwicklung
| Jahr      | 001824 | 001840 | 001861 | 001871 | 001885 | 001900 | 001925 | 001950 | 001961 | 001970 | 001987 |
| Einwohner | 114    | 111    | 98     | 117    | 112    | 85     | 86     | 123    | 106    | 125    | 105    |
| Häuser    | 20     | 17     |        |        | 18     | 18     | 15     | 17     | 18     |        | 23     |
| Quelle    | [ 8 ]  | [ 7 ]  | [ 13 ] | [ 14 ] | [ 15 ] | [ 16 ] | [ 17 ] | [ 18 ] | [ 19 ] | [ 20 ] | [ 1 ]  |

## Religion
Der Ort ist seit der Reformation evangelisch-lutherisch geprägt und bis heute nach St. Johannes der Täufer (Markt Taschendorf) gepfarrt.